# Say OK
«Say OK» es el segundo sencillo de la cantante y actriz estadounidense Vanessa Hudgens de su álbum debut, V.

## Información de la canción
Al principio, "Let Go" sería el segundo sencillo del álbum, pero fue reemplazado a último minuto por "Say Ok". La canción fue lanzada en iTunes el 27 de marzo de 2007, y tuvo un impacto en las radios de Estados Unidos dos meses antes, en enero de ese año. En Reino Unido y España, la canción fue lanzada el 26 de mayo de 2007 y en Finlandia el 28 de mayo de 2007. La letra trata sobre una chica buscando el testimonio de afecto con su novio. La canción fue incluida en el CD Radio Disney Jams Volume 10, como también en Family Jams CD Under Walt Disney Records. Vanessa lanzó la canción en la gira High School Musical: The Concert y abrió algunos espectáculos en el The Party's Just Begun Tour de la banda The Cheetah Girls.

## Vídeos musicales

### Primera versión
La primera versión fue lanzada estrictamente sólo para el Disney Channel, y se tomó de la gira del High School Musical: The Concert en Seattle (Washington). El vídeo se presentó el mismo día del lanzamiento del sencillo. Esta versión contiene puntos de referencia, incluyendo la Estación Union y el puente Broadway en Downtown Portland. Además, la hermana menor de Hudgens, Stella Hudgens, aparece varias veces. Fue dirigido por Chris Applebaum, quién es también el director del primer sencillo de Hudgens, "Come Back to Me".

### Segunda versión
El estreno mundial de la segunda y oficial versión, fue el 16 de marzo de 2007 en Disney Channel. El vídeo fue grabado en una playa y en un boliche en Los Ángeles, en el cual aparece Zac Efron. El vídeo oficial usa una nueva mezcla de la canción, qué fue ligeramente diferente de la versión del álbum. Comienza con Hudgens caminando dentro de un boliche y ve a Efron teniendo zapatillas para los bolos. Termina con ambos y sus amigos en la playa. El objetivo de este nuevo vídeo fue la venta en iTunes, y la versión de la canción del vídeo fue usado para la difusión en la radio. La segunda versión fue dirigida por Darren Grant. El vídeo oficial en YouTube tiene más de 180 000 000 de visitas.

## Versiones y remixes
- Álbum Versión - 3:41
- Radio/Video Edit - 3:32
- Albert Castillo Extended Remix - 6:01
- Albert Castillo Remix - 3:25

## Posicionamiento en listas

### Semanales
| Lista (2006)                       | Mejor posición |
| ---------------------------------- | -------------- |
| Reino Unido (UK Singles Chart)     | 124            |
| Estados Unidos (Billboard Hot 100) | 61             |
| US Pop Songs (Billboard)           | 41             |